# Oasi del Fayyum

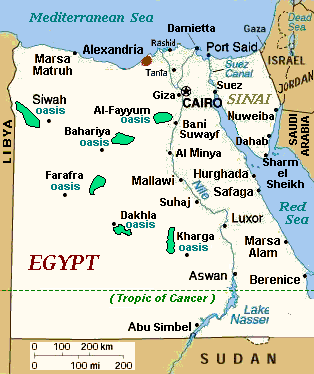
Localizzazione dell'Oasi del Fayyum

L'oasi del Fayyum, o oasi di Fayyum, (in arabo: واحة الفيوم, Waḥet El Fayyum) è un'oasi del deserto Libico-Nubiano localizzata in Egitto, a sud-ovest del Cairo, poco distante dal Nilo. 
Prende il nome della vicina città di Fayyum, capitale dell'omonimo governatorato. L'estensione dell'area di depressione è stimata essere tra i 1.270 e i 1.700 km²; la superficie dell'area comprende campi irrigati attraverso un canale del Nilo, il Bahr Yussef, che con i suoi 24 km di lunghezza drena nella depressione situata nella parte ovest della valle del Nilo. Grazie al Bahr Yussef la depressione del Fayyum è una ricca terra coltivabile con al centro il lago Meride (birket Qarun).
Vi sono, soprattutto nelle vicinanze del lago, numerosi ruderi di antichi borghi e città. I tumuli a nord della città di Faiyum segnano il sito di Crocodilopoli/Arsinoe. Ci sono vasti resti archeologici in tutta la regione che si estendono dal periodo preistorico fino ai tempi moderni, ad esempio il Monastero dell'Arcangelo Gabriele a Naqlun.
Nell'antichità, il Fajyum era un centro del culto del dio coccodrillo Sobek. In molti insediamenti i templi erano dedicati alle manifestazioni locali del dio e delle divinità associate. I templi egizi hanno operato ai margini del Fayyum almeno fino all'inizio del III secolo, in alcuni casi ancora nel IV secolo. I culti istituzionalizzati di Sobek esistevano quindi accanto alle prime comunità cristiane, che si stabilirono nella regione dal III secolo in poi e costruirono le loro prime chiese negli insediamenti di Fayyum entro il IV secolo.
| Controllo di autorità | GND (DE) 4094930-8 |